# Cyclosorus simplex
Cyclosorus simplex là một loài thực vật có mạch trong họ Thelypteridaceae. Loài này được (Hook.) Copel. mô tả khoa học đầu tiên năm 1947.